# 朱聰泠
宁津温穆王朱聪泠（1479年—1505年），宁津怀康王朱成鉖庶次子。
成化二十一年（1485年）三月赐名。
成化二十二年（1486年），朱成鉖去世。他的子女还未受封，又正值荒旱，每天的食物供应不足。朱成鉖的兄长代惠王朱成鍊為他们請命。三月，明宪宗賜朱成鉖子女食米每年五十石。朱聪泠的嫡长兄怀庄王朱聪滴于弘治四年（1491年）四月去世。弘治九年（1496年）十一月，孝宗御奉天殿，传诏遣泰寧侯陳璇、安鄉伯張恂、成安伯郭寧、懷柔伯施瓚、崇信伯費淮、清平伯吳琮、武平伯陳勛、興安伯徐盛、刑部右侍郎屠勛、通政司左通政張璞持節充正使，尚寶司少卿孫琰、鴻臚寺左少卿岳鎮、戶科給事中趙士賢、兵科給事中周序、刑科給事中李濬、中書舍人馬曇、戶部郎中王瓊、兵部員外郎李浩、刑部郎中張銓、工部郎中劉昂充副使，册封镇国将军朱聰泠袭封宁津王。
弘治十八年（1505年），朱聰泠去世。正德十六年（1521年）八月，庶長子朱俊椂袭封。后因朱俊椂所请，嘉靖十年（1531年）五月，朝廷封朱俊椂母刘氏为夫人。
后来嘉靖二十年（1541年）五月，管怀仁王府事辅国将军朱俊榭引用朱聰泠和保安王朱誠渌为例请求袭封怀仁王，获准。后来朱俊椂死后，因朱聰泠系以旁支袭郡王爵，宁津国除。